# Montcel, Savoie
Montcel är en kommun i departementet Savoie i regionen Auvergne-Rhône-Alpes i sydöstra Frankrike. Kommunen ligger i kantonen Aix-les-Bains-Nord-Grésy som tillhör arrondissementet Chambéry. År 2022 hade Montcel 1 090 invånare.

## Befolkningsutveckling
Antalet invånare i kommunen Montcel
| Referens: INSEE |